# Bouri (Diabo)
Pour les articles homonymes, voir Bouri.
Bouri est une commune rurale située dans le département de Diabo de la province du Gourma dans la région de l'Est au Burkina Faso.

## Géographie
Bouri est situé à 10 km au Sud-Ouest de Diabo, le chef-lieu du département.

## Santé et éducation
Le centre de soins le plus proche de Bouri est le centre de santé et de promotion sociale (CSPS) de Diabo.